# Élections cantonales de 2011 dans les Hauts-de-Seine
Les élections cantonales ont lieu les 20 et 27 mars 2011,.

## Contexte départemental

### Assemblée départementale sortante
Avant les élections, le conseil général des Hauts-de-Seine est présidé par Patrick Devedjian (UMP). Il comprend 45 conseillers généraux issus des 45 cantons des Hauts-de-Seine. 24 d'entre eux sont renouvelables lors de ces élections. 
| Parti                                                 | Sigle | Élus |
| ----------------------------------------------------- | ----- | ---- |
| Majorité (30 sièges)                                  |       |      |
| Union pour un mouvement populaire                     | UMP   | 24   |
| Nouveau Centre                                        | NC    | 5    |
| Divers droite                                         | DVD   | 1    |
| Opposition (15 sièges)                                |       |      |
| Parti communiste français                             | PCF   | 6    |
| Parti socialiste                                      | PS    | 6    |
| Fédération pour une alternative sociale et écologique | FASE  | 2    |
| Europe Écologie Les Verts                             | EELV  | 1    |
| Président du conseil général                          |       |      |
| Patrick Devedjian (UMP)                               |       |      |

## Résultats à l'échelle du département

### Résultats en nombre de sièges
|        |  |               | Renouvelables | Renouvelables | Élus | Élus |
| ------ |  | ------------- | ------------- | ------------- | ---- | ---- |
| Gauche |  | PCF           | 3             | 7             | 3    | 8    |
| Gauche |  | PS            | 4             | 7             | 5    | 8    |
| Droite |  | UMP           | 13            | 17            | 10   | 16   |
| Droite |  | NC            | 3             | 17            | 2    | 16   |
| Droite |  | Divers droite | 1             | 17            | 4    | 16   |

### Assemblée départementale à l'issue des élections
| Parti                                | Sigle | Sigle | Élus |
| ------------------------------------ | ----- | ----- | ---- |
| Majorité (29 sièges)                 |       |       |      |
| Union pour un mouvement populaire    |       | UMP   | 23   |
| Divers droite                        |       | DVD   | 4    |
| Union des démocrates et indépendants |       | UDI   | 2    |
| Opposition (16 sièges)               |       |       |      |
| Parti communiste français            |       | PCF   | 8    |
| Parti socialiste                     |       | PS    | 7    |
| Europe Écologie Les Verts            |       | EELV  | 1    |
| Président du conseil général         |       |       |      |
| Patrick Devedjian (UMP)              |       |       |      |

## Résultats par canton

### Canton d'Asnières-sur-Seine-Nord
- Conseiller général sortant : Patricia Chavinier (UMP)

| Candidats      | Candidats             | Étiquette      | Premier tour | Premier tour | Second tour | Second tour |
| Candidats      | Candidats             | Étiquette      | Voix         | %            | Voix        | %           |
| -------------- | --------------------- | -------------- | ------------ | ------------ | ----------- | ----------- |
|                | Luc Bérard de Malavas | PS             | 2 067        | 26,19        | 4 269       | 53,54       |
|                | Thierry Le Gac*       | UMP-NC         | 1 745        | 22,11        | 3 705       | 46,46       |
|                | Franck Beeldens       | FN             | 1 451        | 18,38        |             |             |
|                | Laurent Guillard      | EELV           | 756          | 9,58         |             |             |
|                | Josiane Fischer       | DVD            | 751          | 9,51         |             |             |
|                | Zouhairr Echchetouani | SE             | 375          | 4,75         |             |             |
|                | Anthony Pregnolato    | FG (PG)        | 332          | 4,21         |             |             |
|                | Mohamed Bentebra      | SE             | 180          | 2,28         |             |             |
|                | Ralph Bohbot          | DVD            | 125          | 1,58         |             |             |
|                | Nicolas Chenevoy      | PRG            | 111          | 1,41         |             |             |
|                |                       |                |              |              |             |             |
| Inscrits       | Inscrits              | Inscrits       | 22 926       | 100,00       | 22 926      | 100,00      |
| Abstentions    | Abstentions           | Abstentions    | 14 871       | 64,87        | 14 445      | 63,01       |
| Votants        | Votants               | Votants        | 8 055        | 35,13        | 8 481       | 36,99       |
| Blancs et nuls | Blancs et nuls        | Blancs et nuls | 162          | 2,01         | 507         | 5,98        |
| Exprimés       | Exprimés              | Exprimés       | 7 893        | 97,99        | 7 974       | 94,02       |

*sortant

### Canton de Boulogne-Billancourt-Nord-Ouest
- Conseiller général sortant : Thierry Solère (UMP)

| Candidats      | Candidats       | Étiquette      | Premier tour | Premier tour | Second tour | Second tour |
| Candidats      | Candidats       | Étiquette      | Voix         | %            | Voix        | %           |
| -------------- | --------------- | -------------- | ------------ | ------------ | ----------- | ----------- |
|                | Thierry Solère* | UMP            | 3 214        | 45,93        | 4 294       | 61,99       |
|                | Chloé Jaillard  | PS             | 1 464        | 20,92        | 2 633       | 38,01       |
|                | Maurice Gille   | EELV           | 1 119        | 15,99        |             |             |
|                | Jean Allard     | FN             | 999          | 14,28        |             |             |
|                | Alain Tailleur  | FG (PCF)       | 202          | 2,89         |             |             |
|                |                 |                |              |              |             |             |
| Inscrits       | Inscrits        | Inscrits       | 21 651       | 100,00       | 21 651      | 100,00      |
| Abstentions    | Abstentions     | Abstentions    | 14 438       | 66,69        | 14 250      | 65,82       |
| Votants        | Votants         | Votants        | 7 213        | 33,31        | 7 401       | 34,18       |
| Blancs et nuls | Blancs et nuls  | Blancs et nuls | 215          | 2,98         | 474         | 6,40        |
| Exprimés       | Exprimés        | Exprimés       | 6 998        | 97,02        | 6 927       | 93,60       |

*sortant

### Canton de Bourg-la-Reine
- Conseiller général sortant : Patrick Devedjian (UMP)

| Candidats      | Candidats          | Étiquette      | Premier tour | Premier tour | Second tour | Second tour |
| Candidats      | Candidats          | Étiquette      | Voix         | %            | Voix        | %           |
| -------------- | ------------------ | -------------- | ------------ | ------------ | ----------- | ----------- |
|                | Patrick Devedjian* | UMP-NC         | 3 763        | 37,31        | 5 568       | 51,22       |
|                | Denis Peschanski   | PS-MRC         | 2 791        | 27,67        | 5 302       | 48,78       |
|                | Fabien Feuillade   | EÉLV-PRG       | 1 312        | 13,01        |             |             |
|                | Michel Georget     | FN             | 815          | 8,08         |             |             |
|                | Pierre Ouzoulias   | FG (PCF)       | 507          | 5,03         |             |             |
|                | Gaëtan de Lambilly | DVD            | 498          | 4,94         |             |             |
|                | Laure Thibaut      | MoDem          | 326          | 3,23         |             |             |
|                | Manuel Brun        | DLR            | 75           | 0,74         |             |             |
|                |                    |                |              |              |             |             |
| Inscrits       | Inscrits           | Inscrits       | 22 882       | 100,00       | 22 882      | 100,00      |
| Abstentions    | Abstentions        | Abstentions    | 12 649       | 55,28        | 11 600      | 50,69       |
| Votants        | Votants            | Votants        | 10 233       | 44,72        | 11 282      | 49,31       |
| Blancs et nuls | Blancs et nuls     | Blancs et nuls | 146          | 1,43         | 412         | 3,65        |
| Exprimés       | Exprimés           | Exprimés       | 10 087       | 98,57        | 10 870      | 96,35       |

*sortant

### Canton de Châtenay-Malabry
- Conseillère générale sortante : Michèle Canet (PS)

| Candidats      | Candidats        | Étiquette      | Premier tour | Premier tour | Second tour | Second tour |
| Candidats      | Candidats        | Étiquette      | Voix         | %            | Voix        | %           |
| -------------- | ---------------- | -------------- | ------------ | ------------ | ----------- | ----------- |
|                | Georges Siffredi | UMP            | 3 371        | 49,08        | 4 078       | 57,92       |
|                | Michèle Canet*   | PS             | 1 710        | 24,90        | 2 963       | 42,08       |
|                | Cécile Franchet  | EELV           | 784          | 11,42        |             |             |
|                | Nicole Hervé     | FN             | 535          | 7,79         |             |             |
|                | Dominique Cardot | FG (PCF)       | 468          | 6,81         |             |             |
|                |                  |                |              |              |             |             |
| Inscrits       | Inscrits         | Inscrits       | 16 043       | 100,00       | 16 043      | 100,00      |
| Abstentions    | Abstentions      | Abstentions    | 8 988        | 56,02        | 8 645       | 53,89       |
| Votants        | Votants          | Votants        | 7 055        | 43,98        | 7 398       | 46,11       |
| Blancs et nuls | Blancs et nuls   | Blancs et nuls | 187          | 2,65         | 357         | 4,83        |
| Exprimés       | Exprimés         | Exprimés       | 6 868        | 97,35        | 7 041       | 95,17       |

*sortant

### Canton de Châtillon
- Conseillère générale sortante : Martine Gouriet (PS)

| Candidats      | Candidats          | Étiquette      | Premier tour | Premier tour | Second tour | Second tour |
| Candidats      | Candidats          | Étiquette      | Voix         | %            | Voix        | %           |
| -------------- | ------------------ | -------------- | ------------ | ------------ | ----------- | ----------- |
|                | Jean-Paul Boulet   | UMP            | 3 032        | 34,64        | 4 399       | 47,95       |
|                | Martine Gouriet*   | PS             | 2 615        | 29,87        | 4 775       | 52,05       |
|                | Jérôme Desquilbet  | EELV           | 1 105        | 12,62        |             |             |
|                | Blanche Doucet     | FN             | 1 052        | 12,02        |             |             |
|                | Jocelyne Lemétayer | FG (PG)        | 580          | 6,63         |             |             |
|                | David Lefevre      | MoDem          | 370          | 4,23         |             |             |
|                |                    |                |              |              |             |             |
| Inscrits       | Inscrits           | Inscrits       | 20 909       | 100,00       | 20 909      | 100,00      |
| Abstentions    | Abstentions        | Abstentions    | 12 000       | 57,39        | 11 351      | 54,29       |
| Votants        | Votants            | Votants        | 8 909        | 42,61        | 9 558       | 45,71       |
| Blancs et nuls | Blancs et nuls     | Blancs et nuls | 155          | 1,74         | 384         | 4,02        |
| Exprimés       | Exprimés           | Exprimés       | 8 754        | 98,26        | 9 174       | 95,98       |

*sortant

### Canton de Chaville
- Conseillère générale sortante : Christiane Barody-Weiss (UMP)

| Candidats      | Candidats                | Étiquette      | Premier tour | Premier tour | Second tour | Second tour |
| Candidats      | Candidats                | Étiquette      | Voix         | %            | Voix        | %           |
| -------------- | ------------------------ | -------------- | ------------ | ------------ | ----------- | ----------- |
|                | Christiane Barody-Weiss* | UMP - NC       | 4 284        | 39,62        | 6 101       | 58,14       |
|                | Catherine Lime-Biffe     | PS             | 1 861        | 17,21        | 4 392       | 41,86       |
|                | Isabelle Dorison         | EÉLV           | 1 572        | 14,54        |             |             |
|                | Hervé Creff              | FN             | 1 474        | 13,63        |             |             |
|                | Thierry Besançon         | PRG            | 815          | 7,54         |             |             |
|                | Daniel Gouesmel          | FG - (PCF)     | 393          | 3,63         |             |             |
|                | Emmanuel Sala            | PLD            | 303          | 2,80         |             |             |
|                | Jean-Camille Henin       | DLR            | 110          | 1,02         |             |             |
|                |                          |                |              |              |             |             |
| Inscrits       | Inscrits                 | Inscrits       | 26 793       | 100,00       | 26 793      | 100,00      |
| Abstentions    | Abstentions              | Abstentions    | 15 748       | 58,78        | 15 642      | 58,38       |
| Votants        | Votants                  | Votants        | 11 045       | 41,22        | 11 150      | 41,62       |
| Blancs et nuls | Blancs et nuls           | Blancs et nuls | 233          | 2,11         | 657         | 5,89        |
| Exprimés       | Exprimés                 | Exprimés       | 10 812       | 97,89        | 10 493      | 94,11       |

*sortant

### Canton de Colombes-Nord-Ouest
- Conseiller général sortant : Bernard Lucas (PS)

| Candidats      | Candidats           | Étiquette      | Premier tour | Premier tour | Second tour | Second tour |
| Candidats      | Candidats           | Étiquette      | Voix         | %            | Voix        | %           |
| -------------- | ------------------- | -------------- | ------------ | ------------ | ----------- | ----------- |
|                | Bernard Lucas*      | PS             | 1 130        | 25,84        | 2 673       | 59,10       |
|                | Lionel Rainfray     | UMP            | 936          | 21,40        | 1 850       | 40,90       |
|                | Jean Benoist        | FN             | 718          | 16,42        |             |             |
|                | Evelyne Bouchouïcha | FG - (PCF)     | 679          | 15,53        |             |             |
|                | Patrick Chaimovitch | EÉLV           | 505          | 11,55        |             |             |
|                | Denis Butaye        | DVD            | 326          | 7,45         |             |             |
|                | Yvonne Boukhedimi   | Com.           | 42           | 0,96         |             |             |
|                | Alain Mignet        | POI            | 37           | 0,85         |             |             |
|                |                     |                |              |              |             |             |
| Inscrits       | Inscrits            | Inscrits       | 12 899       | 100,00       | 12 899      | 100,00      |
| Abstentions    | Abstentions         | Abstentions    | 8 416        | 65,25        | 8 120       | 62,95       |
| Votants        | Votants             | Votants        | 4 483        | 34,75        | 4 779       | 37,05       |
| Blancs et nuls | Blancs et nuls      | Blancs et nuls | 110          | 2,45         | 256         | 5,36        |
| Exprimés       | Exprimés            | Exprimés       | 4 373        | 97,55        | 4 523       | 94,64       |

*sortant

### Canton de Courbevoie-Sud
- Conseillère générale sortante : Yolande Deshayes (UMP)

| Candidats      | Candidats           | Étiquette      | Premier tour | Premier tour | Second tour | Second tour |
| Candidats      | Candidats           | Étiquette      | Voix         | %            | Voix        | %           |
| -------------- | ------------------- | -------------- | ------------ | ------------ | ----------- | ----------- |
|                | Marie-Pierre Limoge | UMP            | 3 313        | 31,82        | 5 172       | 49,20       |
|                | Jean-André Lasserre | PS             | 2 954        | 28,37        | 5 343       | 50,80       |
|                | Floriane Deniau     | FN             | 1 608        | 15,44        |             |             |
|                | Anne Le Guenniou    | EÉLV           | 1 160        | 11,14        |             |             |
|                | Florence Villedey   | DVD            | 642          | 6,17         |             |             |
|                | Stéphanie Gwidzak   | FG - (PCF)     | 455          | 4,37         |             |             |
|                | Patrick Bolli       | MoDem - PRG    | 188          | 1,81         |             |             |
|                | Anna Le Gal         | MHAN           | 93           | 0,89         |             |             |
|                |                     |                |              |              |             |             |
| Inscrits       | Inscrits            | Inscrits       | 29 513       | 100,00       | 29 513      | 100,00      |
| Abstentions    | Abstentions         | Abstentions    | 18 791       | 63,67        | 18 307      | 62,03       |
| Votants        | Votants             | Votants        | 10 722       | 36,33        | 11 206      | 37,97       |
| Blancs et nuls | Blancs et nuls      | Blancs et nuls | 309          | 2,88         | 691         | 6,17        |
| Exprimés       | Exprimés            | Exprimés       | 10 413       | 97,12        | 10 515      | 93,83       |

### Canton de Gennevilliers-Nord
- Conseiller général sortant : Jacques Bourgoin (PCF)

| Candidats      | Candidats         | Étiquette      | Premier tour | Premier tour | Second tour | Second tour |
| Candidats      | Candidats         | Étiquette      | Voix         | %            | Voix        | %           |
| -------------- | ----------------- | -------------- | ------------ | ------------ | ----------- | ----------- |
|                | Jacques Bourgoin* | FG - (PCF)     | 2 484        | 59,38        | 3 511       | 79,78       |
|                | Rémi Carillon     | FN             | 703          | 16,80        | 703         | 8,90        |
|                | Nasser Lajili     | DVG            | 338          | 8,08         |             |             |
|                | Marcelle Rohr     | PS             | 245          | 5,85         |             |             |
|                | Pascal Charles    | EÉLV           | 197          | 4,70         |             |             |
|                | Gaëlle Priso      | UMP            | 168          | 4,01         |             |             |
|                | Jean Grimal       | Com.           | 29           | 0,69         |             |             |
|                | Luc Benoit        | POI            | 19           | 0,45         |             |             |
|                |                   |                |              |              |             |             |
| Inscrits       | Inscrits          | Inscrits       | 11 040       | 100,00       | 11 040      | 100,00      |
| Abstentions    | Abstentions       | Abstentions    | 6 760        | 61,23        | 6 496       | 58,84       |
| Votants        | Votants           | Votants        | 4 280        | 38,77        | 4 544       | 41,16       |
| Blancs et nuls | Blancs et nuls    | Blancs et nuls | 97           | 2,27         | 143         | 3,15        |
| Exprimés       | Exprimés          | Exprimés       | 4 183        | 97,73        | 4 401       | 96,85       |

*sortant

### Canton d'Issy-les-Moulineaux-Est
- Conseiller général sortant : Paul Subrini (UMP)

| Candidats      | Candidats       | Étiquette                 | Premier tour | Premier tour | Second tour | Second tour |
| Candidats      | Candidats       | Étiquette                 | Voix         | %            | Voix        | %           |
| -------------- | --------------- | ------------------------- | ------------ | ------------ | ----------- | ----------- |
|                | Paul Subrini*   | UMP - NC                  | 2 811        | 39,16        | 3 938       | 52,75       |
|                | Joseph Dion     | PS                        | 1 852        | 25,80        | 3 527       | 47,25       |
|                | Lucile Schmid   | EÉLV                      | 1 086        | 15,13        |             |             |
|                | Marc Boulkeroua | NPA - FG                  | 391          | 5,45         |             |             |
|                | David Delière   | FN                        | 766          | 10,67        |             |             |
|                | Okan Germiyan   | Centriste - PRG, PF & AEI | 272          | 3,79         |             |             |
|                |                 |                           |              |              |             |             |
| Inscrits       | Inscrits        | Inscrits                  | 19 095       | 100,00       | 19 095      | 100,00      |
| Abstentions    | Abstentions     | Abstentions               | 11 720       | 61,38        | 11 187      | 58,59       |
| Votants        | Votants         | Votants                   | 7 375        | 38,62        | 7 908       | 41,41       |
| Blancs et nuls | Blancs et nuls  | Blancs et nuls            | 197          | 2,67         | 443         | 5,60        |
| Exprimés       | Exprimés        | Exprimés                  | 7 178        | 97,33        | 7 465       | 94,40       |

*sortant

### Canton de La Garenne-Colombes
- Conseillère générale sortante : Isabelle Caullery (UMP)

| Candidats      | Candidats          | Étiquette      | Premier tour | Premier tour | Second tour | Second tour |
| Candidats      | Candidats          | Étiquette      | Voix         | %            | Voix        | %           |
| -------------- | ------------------ | -------------- | ------------ | ------------ | ----------- | ----------- |
|                | Isabelle Caullery* | UMP            | 2 979        | 43,61        | 3 766       | 58,14       |
|                | Christophe Macé    | PS             | 1 517        | 22,24        | 2 711       | 41,86       |
|                | Marc Schindler     | EÉLV-Cap21     | 772          | 11,32        |             |             |
|                | Adelaïde Naturel   | FG - (PCF)     | 260          | 3,81         |             |             |
|                | Richard Croche     | FN             | 852          | 12,49        |             |             |
|                | Christophe Conway  | MoDem - PRG    | 446          | 6,54         |             |             |
|                |                    |                |              |              |             |             |
| Inscrits       | Inscrits           | Inscrits       | 17 045       | 100,00       | 17 045      | 100,00      |
| Abstentions    | Abstentions        | Abstentions    | 10 108       | 59,30        | 10 222      | 59,97       |
| Votants        | Votants            | Votants        | 6 937        | 40,70        | 6 823       | 40,03       |
| Blancs et nuls | Blancs et nuls     | Blancs et nuls | 115          | 1,66         | 346         | 5,07        |
| Exprimés       | Exprimés           | Exprimés       | 6 822        | 98,34        | 6 477       | 94,93       |

*sortant

### Canton de Levallois-Perret-Nord
- Conseillère générale sortante : Isabelle Balkany (UMP)

| Candidats      | Candidats             | Étiquette      | Premier tour | Premier tour | Second tour | Second tour |
| Candidats      | Candidats             | Étiquette      | Voix         | %            | Voix        | %           |
| -------------- | --------------------- | -------------- | ------------ | ------------ | ----------- | ----------- |
|                | Sylvie Ramond         | UMP - NC       | 3 438        | 33,97        | 5 362       | 50,15       |
|                | Anne-Eugénie Faure    | PS - PRG       | 2 605        | 25,74        | 5 329       | 49,85       |
|                | Jérôme Serra          | FN             | 1 397        | 13,80        |             |             |
|                | Marie-Claude Fournier | EÉLV           | 1 224        | 12,09        |             |             |
|                | Rémi Muzeau           | DVD            | 801          | 7,92         |             |             |
|                | Annie Mandois         | FG - (PCF)     | 585          | 5,78         |             |             |
|                | Pierre Iwanoff        | POI            | 40           | 0,40         |             |             |
|                | Irane Majeri          | SE             | 30           | 0,30         |             |             |
|                |                       |                |              |              |             |             |
| Inscrits       | Inscrits              | Inscrits       | 26 772       | 100,00       | 26 772      | 100,00      |
| Abstentions    | Abstentions           | Abstentions    | 16 406       | 61,28        | 15 392      | 57,49       |
| Votants        | Votants               | Votants        | 10 366       | 38,72        | 11 380      | 42,51       |
| Blancs et nuls | Blancs et nuls        | Blancs et nuls | 246          | 2,37         | 689         | 6,05        |
| Exprimés       | Exprimés              | Exprimés       | 10 120       | 97,63        | 10 691      | 93,95       |

### Canton de Levallois-Perret-Sud
| Candidats      | Candidats            | Étiquette      | Premier tour | Premier tour | Second tour | Second tour |
| Candidats      | Candidats            | Étiquette      | Voix         | %            | Voix        | %           |
| -------------- | -------------------- | -------------- | ------------ | ------------ | ----------- | ----------- |
|                | Isabelle Balkany     | UMP            | 2 945        | 37,38        | 3 580       | 44,05       |
|                | Arnaud de Courson    | DVD            | 1 823        | 23,14        | 4 547       | 55,95       |
|                | Jean-Laurent Turbet  | PS - PRG       | 1 207        | 15,32        |             |             |
|                | Geoffroy Rondepierre | FN             | 958          | 12,16        |             |             |
|                | Dominique Cloarec    | EÉLV           | 722          | 9,16         |             |             |
|                | Nicolas Codron       | FG - (PCF)     | 224          | 2,84         |             |             |
|                |                      |                |              |              |             |             |
| Inscrits       | Inscrits             | Inscrits       | 19 536       | 100,00       | 19 536      | 100,00      |
| Abstentions    | Abstentions          | Abstentions    | 11 512       | 58,93        | 10 954      | 56,07       |
| Votants        | Votants              | Votants        | 8 024        | 41,07        | 8 582       | 43,93       |
| Blancs et nuls | Blancs et nuls       | Blancs et nuls | 145          | 1,81         | 455         | 5,30        |
| Exprimés       | Exprimés             | Exprimés       | 7 879        | 98,19        | 8 127       | 94,70       |

### Canton de Meudon
- Conseiller général sortant : Hervé Marseille (NC)

| Candidats      | Candidats           | Étiquette      | Premier tour | Premier tour | Second tour | Second tour |
| Candidats      | Candidats           | Étiquette      | Voix         | %            | Voix        | %           |
| -------------- | ------------------- | -------------- | ------------ | ------------ | ----------- | ----------- |
|                | Hervé Marseille*    | NC - UMP       | 5 081        | 46,61        | 6 259       | 57,20       |
|                | Marc Mossé          | PS             | 2 482        | 22,77        | 4 683       | 42,80       |
|                | Loïc Le Naour       | EÉLV           | 1 469        | 13,48        |             |             |
|                | Paul Rocca          | FN             | 1 162        | 10,66        |             |             |
|                | Bernard Jasserand   | FG - (PCF)     | 477          | 4,38         |             |             |
|                | Michel Becq         | DLR            | 154          | 1,41         |             |             |
|                | Simon Laborde-Peyré | PRG            | 75           | 0,69         |             |             |
|                |                     |                |              |              |             |             |
| Inscrits       | Inscrits            | Inscrits       | 25 505       | 100,00       | 25 505      | 100,00      |
| Abstentions    | Abstentions         | Abstentions    | 14 451       | 56,66        | 14 182      | 55,60       |
| Votants        | Votants             | Votants        | 11 504       | 43,34        | 11 323      | 44,40       |
| Blancs et nuls | Blancs et nuls      | Blancs et nuls | 154          | 1,39         | 381         | 3,36        |
| Exprimés       | Exprimés            | Exprimés       | 10 900       | 98,61        | 10 942      | 96,64       |

*sortant

### Canton de Montrouge
- Conseiller général sortant : Jean Loup Metton (NC)

| Candidats      | Candidats             | Étiquette      | Premier tour | Premier tour | Second tour | Second tour |
| Candidats      | Candidats             | Étiquette      | Voix         | %            | Voix        | %           |
| -------------- | --------------------- | -------------- | ------------ | ------------ | ----------- | ----------- |
|                | Jean-Loup Metton*     | NC - UMP       | 4 344        | 39,82        | 5 929       | 51,99       |
|                | Wilfrid Vincent       | PS - PRG       | 2 586        | 23,71        | 5 476       | 48,01       |
|                | Carmelina De Pablo    | EÉLV           | 1 506        | 13,81        |             |             |
|                | Marie de Fontenailles | FN             | 1 013        | 9,29         |             |             |
|                | Catherine Robineau    | FG - (PCF)     | 911          | 8,35         |             |             |
|                | Jean-Eric Branaa      | Cap21          | 359          | 3,29         |             |             |
|                | Boris Gillet          | MoDem          | 109          | 1,00         |             |             |
|                | André Willi           | POI            | 80           | 0,73         |             |             |
|                |                       |                |              |              |             |             |
| Inscrits       | Inscrits              | Inscrits       | 26 490       | 100,00       | 26 490      | 100,00      |
| Abstentions    | Abstentions           | Abstentions    | 15 447       | 58,31        | 14 705      | 55,51       |
| Votants        | Votants               | Votants        | 11 043       | 41,69        | 11 785      | 44,49       |
| Blancs et nuls | Blancs et nuls        | Blancs et nuls | 135          | 1,22         | 380         | 3,22        |
| Exprimés       | Exprimés              | Exprimés       | 10 908       | 98,78        | 11 405      | 96,78       |

*sortant

### Canton de Nanterre-Sud-Est
- Conseillère générale sortante : Nadine Garcia (PCF)

| Candidats      | Candidats          | Étiquette      | Premier tour | Premier tour | Second tour | Second tour |
| Candidats      | Candidats          | Étiquette      | Voix         | %            | Voix        | %           |
| -------------- | ------------------ | -------------- | ------------ | ------------ | ----------- | ----------- |
|                | Nadine Garcia      | PCF            | 1 111        | 36,40        | 2 253       | 100,00      |
|                | Rachid Tayeb       | PS             | 749          | 24,54        | Retrait     | Retrait     |
|                | Marc Thomas        | FN             | 414          | 13,56        |             |             |
|                | David Morgant      | MoDem          | 270          | 8,85         |             |             |
|                | Vincent Jeanbrun   | UMP            | 216          | 7,08         |             |             |
|                | Francis Masanès    | EÉLV           | 175          | 5,73         |             |             |
|                | Christian Romain   | Cap21          | 90           | 2,95         |             |             |
|                | Jacqueline Étienne | EXG            | 27           | 0,88         |             |             |
|                |                    |                |              |              |             |             |
| Inscrits       | Inscrits           | Inscrits       | 9 963        | 100,00       | 9 963       | 100,00      |
| Abstentions    | Abstentions        | Abstentions    | 6 816        | 68,41        | 7 244       | 72,71       |
| Votants        | Votants            | Votants        | 3 147        | 31,59        | 2 719       | 27,29       |
| Blancs et nuls | Blancs et nuls     | Blancs et nuls | 95           | 3,02         | 466         | 17,14       |
| Exprimés       | Exprimés           | Exprimés       | 3 052        | 96,98        | 2 253       | 82,86       |

*sortant

### Canton de Nanterre-Sud-Ouest
- Conseillère générale sortante : Marie-Claude Garel (PCF)

| Candidats      | Candidats           | Étiquette      | Premier tour | Premier tour | Second tour | Second tour |
| Candidats      | Candidats           | Étiquette      | Voix         | %            | Voix        | %           |
| -------------- | ------------------- | -------------- | ------------ | ------------ | ----------- | ----------- |
|                | Marie-Claude Garel* | FG - (PCF)     | 1 780        | 30,59        | 4 609       | 74,30       |
|                | Laurent Salles      | FN             | 991          | 17,03        | 1 594       | 25,70       |
|                | Sophie Donzel       | PS             | 975          | 16,76        |             |             |
|                | Frédéric Lefret     | UMP            | 793          | 13,63        |             |             |
|                | Pierre Creuzet      | MoDem - PRG    | 655          | 11,26        |             |             |
|                | Julien Sage         | EÉLV - MRC     | 525          | 9,02         |             |             |
|                | Estelle Le Touzé    | Cap21          | 100          | 1,72         |             |             |
|                |                     |                |              |              |             |             |
| Inscrits       | Inscrits            | Inscrits       | 16 307       | 100,00       | 16 307      | 100,00      |
| Abstentions    | Abstentions         | Abstentions    | 10 363       | 63,55        | 9 646       | 59,15       |
| Votants        | Votants             | Votants        | 5 944        | 36,45        | 6 662       | 40,85       |
| Blancs et nuls | Blancs et nuls      | Blancs et nuls | 125          | 2,10         | 459         | 6,89        |
| Exprimés       | Exprimés            | Exprimés       | 5 819        | 97,90        | 6 203       | 93,11       |

*sortant

### Canton de Neuilly-sur-Seine-Nord
- Conseillère générale sortante : Marie-Cécile Ménard (UMP)

| Candidats      | Candidats                 | Étiquette      | Premier tour | Premier tour | Second tour | Second tour |
| Candidats      | Candidats                 | Étiquette      | Voix         | %            | Voix        | %           |
| -------------- | ------------------------- | -------------- | ------------ | ------------ | ----------- | ----------- |
|                | Jean-Christophe Fromantin | DVD            | 4 285        | 51,60        | 5 319       | 70,24       |
|                | Marie-Cécile Ménard*      | UMP - NC       | 2 094        | 25,22        | 2 254       | 29,76       |
|                | Baptiste Mounier          | FN             | 665          | 8,01         |             |             |
|                | Bernard Lepidi            | CNIP           | 349          | 4,20         |             |             |
|                | Mathilde Thery            | EÉLV           | 347          | 4,18         |             |             |
|                | Marie Brannens            | PS             | 329          | 3,96         |             |             |
|                | François Deroche          | DVD            | 178          | 2,14         |             |             |
|                | Hélène Cillières          | FG - (PCF)     | 57           | 0,69         |             |             |
|                |                           |                |              |              |             |             |
| Inscrits       | Inscrits                  | Inscrits       | 20 398       | 100,00       | 20 398      | 100,00      |
| Abstentions    | Abstentions               | Abstentions    | 12 018       | 58,92        | 12 569      | 61,62       |
| Votants        | Votants                   | Votants        | 8 380        | 41,08        | 7 829       | 38,38       |
| Blancs et nuls | Blancs et nuls            | Blancs et nuls | 76           | 0,91         | 256         | 3,27        |
| Exprimés       | Exprimés                  | Exprimés       | 8 304        | 99,09        | 7 573       | 96,73       |

*sortant

### Canton du Plessis-Robinson
- Conseiller général sortant : Philippe Pemezec (UMP)

| Candidats      | Candidats               | Étiquette      | Premier tour | Premier tour | Second tour | Second tour |
| Candidats      | Candidats               | Étiquette      | Voix         | %            | Voix        | %           |
| -------------- | ----------------------- | -------------- | ------------ | ------------ | ----------- | ----------- |
|                | Philippe Pemezec*       | UMP            | 6 627        | 45,86        | 8 531       | 57,48       |
|                | Juana Altamirano        | PS             | 3 720        | 25,74        | 6 310       | 42,52       |
|                | Rodolphe Laisney        | FN             | 1 638        | 11,34        |             |             |
|                | Marie-Catherine Poirier | EÉLV           | 1 109        | 7,67         |             |             |
|                | Christophe Leroy        | FG             | 917          | 6,35         |             |             |
|                | Grégoire Artinian       | DVD            | 286          | 1,98         |             |             |
|                | Hofée Semopa            | SE             | 153          | 1,06         |             |             |
|                |                         |                |              |              |             |             |
| Inscrits       | Inscrits                | Inscrits       | 30 502       | 100,00       | 30 502      | 100,00      |
| Abstentions    | Abstentions             | Abstentions    | 12 018       | 51,87        | 12 569      | 49,43       |
| Votants        | Votants                 | Votants        | 14 680       | 48,13        | 15 425      | 50,57       |
| Blancs et nuls | Blancs et nuls          | Blancs et nuls | 230          | 1,57         | 584         | 3,79        |
| Exprimés       | Exprimés                | Exprimés       | 14 450       | 98,43        | 14 841      | 96,21       |

*sortant

### Canton de Puteaux
- Conseiller général sortant : Charles Ceccaldi Raynaud (UMP)

| Candidats      | Candidats          | Étiquette      | Premier tour | Premier tour | Second tour | Second tour |
| Candidats      | Candidats          | Étiquette      | Voix         | %            | Voix        | %           |
| -------------- | ------------------ | -------------- | ------------ | ------------ | ----------- | ----------- |
|                | Vincent Franchi    | UMP            | 5 129        | 39,96        | 6 640       | 52,33       |
|                | Christophe Grébert | MoDem - PRG    | 2 159        | 16,82        | 6 049       | 47,67       |
|                | Suzanne Mazaud     | FN             | 1 800        | 14,03        |             |             |
|                | Céline Solmy       | PS             | 1 712        | 13,34        |             |             |
|                | Olivier Kalousdian | EÉLV           | 1 274        | 9,93         |             |             |
|                | Elsa Faucillon     | FG - (PCF)     | 480          | 3,74         |             |             |
|                | Guy Mansuy         | DLR            | 201          | 1,57         |             |             |
|                | Georges Vidal      | POI            | 79           | 0,62         |             |             |
|                |                    |                |              |              |             |             |
| Inscrits       | Inscrits           | Inscrits       | 28 117       | 100,00       | 28 117      | 100,00      |
| Abstentions    | Abstentions        | Abstentions    | 14 823       | 52,72        | 14 503      | 51,58       |
| Votants        | Votants            | Votants        | 13 294       | 47,28        | 13 614      | 48,42       |
| Blancs et nuls | Blancs et nuls     | Blancs et nuls | 460          | 3,46         | 925         | 6,79        |
| Exprimés       | Exprimés           | Exprimés       | 12 834       | 96,54        | 12 689      | 93,21       |

### Canton de Rueil-Malmaison
- Conseiller général sortant : Jean-Claude Caron (DVD)

| Candidats      | Candidats                  | Étiquette      | Premier tour | Premier tour | Second tour | Second tour |
| Candidats      | Candidats                  | Étiquette      | Voix         | %            | Voix        | %           |
| -------------- | -------------------------- | -------------- | ------------ | ------------ | ----------- | ----------- |
|                | Denis Gabriel              | UMP            | 3 941        | 28,29        | 4 606       | 40,87       |
|                | Jean-Claude Caron*         | DVD            | 2 944        | 21,13        | 6 664       | 59,13       |
|                | Bertrand Rocheron          | PS             | 2 628        | 18,86        |             |             |
|                | François Ravier-Razumovski | FN             | 1 604        | 11,51        |             |             |
|                | Vincent Poizat             | EÉLV           | 1 565        | 11,23        |             |             |
|                | Camille Barré              | FG - PCF       | 630          | 4,52         |             |             |
|                | Matthias Bötsch            | PRG - MoDem    | 620          | 4,45         |             |             |
|                |                            |                |              |              |             |             |
| Inscrits       | Inscrits                   | Inscrits       | 35 525       | 100,00       | 35 525      | 100,00      |
| Abstentions    | Abstentions                | Abstentions    | 21 394       | 60,22        | 22 992      | 64,72       |
| Votants        | Votants                    | Votants        | 14 131       | 39,78        | 12 533      | 35,28       |
| Blancs et nuls | Blancs et nuls             | Blancs et nuls | 199          | 1,41         | 1 263       | 10,08       |
| Exprimés       | Exprimés                   | Exprimés       | 13 932       | 98,59        | 11 270      | 89,92       |

*sortant

### Canton de Saint-Cloud
- Conseillère générale sortante : Odile Fourcade (NC)

| Candidats      | Candidats                  | Étiquette      | Premier tour | Premier tour | Second tour | Second tour |
| Candidats      | Candidats                  | Étiquette      | Voix         | %            | Voix        | %           |
| -------------- | -------------------------- | -------------- | ------------ | ------------ | ----------- | ----------- |
|                | Éric Berdoati              | UMP            | 3 394        | 46,81        | 5 421       | 77,09       |
|                | Alexandra Trémorin-Delière | FN             | 1 266        | 17,46        | 1 611       | 22,91       |
|                | Annie Tournaud             | PS             | 1 205        | 16,62        |             |             |
|                | Odette Simeon              | EÉLV           | 666          | 9,19         |             |             |
|                | Olivier Hosteins           | MoDem - PRG    | 579          | 7,99         |             |             |
|                | Jean-Michel Galano         | FG - (PCF)     | 140          | 1,93         |             |             |
|                |                            |                |              |              |             |             |
| Inscrits       | Inscrits                   | Inscrits       | 19 033       | 100,00       | 19 033      | 100,00      |
| Abstentions    | Abstentions                | Abstentions    | 11 646       | 61,19        | 11 317      | 59,46       |
| Votants        | Votants                    | Votants        | 7 387        | 38,81        | 7 716       | 40,54       |
| Blancs et nuls | Blancs et nuls             | Blancs et nuls | 137          | 1,85         | 684         | 8,86        |
| Exprimés       | Exprimés                   | Exprimés       | 7 250        | 98,15        | 7 032       | 91,14       |

### Canton de Sceaux
- Conseiller général sortant : Philippe Laurent (DVD)

| Candidats      | Candidats           | Étiquette      | Premier tour | Premier tour | Second tour | Second tour |
| Candidats      | Candidats           | Étiquette      | Voix         | %            | Voix        | %           |
| -------------- | ------------------- | -------------- | ------------ | ------------ | ----------- | ----------- |
|                | Philippe Laurent*   | DVD            | 2 215        | 31,08        | 3 157       | 47,99       |
|                | Jean-Jacques Campan | SE,            | 1 681        | 23,59        | 3 422       | 52,01       |
|                | Benjamin Lanier     | PS             | 1 499        | 21,03        |             |             |
|                | Sophie Le Gars      | EÉLV           | 798          | 11,20        |             |             |
|                | Monique Lallemand   | FN             | 649          | 9,11         |             |             |
|                | Adonis Jeannès      | FG (PCF)       | 285          | 4,00         |             |             |
|                |                     |                |              |              |             |             |
| Inscrits       | Inscrits            | Inscrits       | 16 615       | 100,00       | 16 615      | 100,00      |
| Abstentions    | Abstentions         | Abstentions    | 9 389        | 56,51        | 9 456       | 56,91       |
| Votants        | Votants             | Votants        | 7 226        | 43,49        | 7 159       | 43,09       |
| Blancs et nuls | Blancs et nuls      | Blancs et nuls | 99           | 1,37         | 580         | 8,10        |
| Exprimés       | Exprimés            | Exprimés       | 7 127        | 98,63        | 6 579       | 91,90       |

*sortant

### Canton de Vanves
- Conseiller général sortant : Guy Janvier (PS)

| Candidats      | Candidats            | Étiquette      | Premier tour | Premier tour | Second tour | Second tour |
| Candidats      | Candidats            | Étiquette      | Voix         | %            | Voix        | %           |
| -------------- | -------------------- | -------------- | ------------ | ------------ | ----------- | ----------- |
|                | Bernard Gauducheau   | NC - UMP       | 3 057        | 38,99        | 4 111       | 49,52       |
|                | Guy Janvier*         | PS             | 2 413        | 30,77        | 4 190       | 50,48       |
|                | Corinne Praznoczy    | EÉLV           | 1 117        | 14,25        |             |             |
|                | Guillaume L’Huillier | FN             | 734          | 9,36         |             |             |
|                | Bastien Lachaud      | FG - (PG)      | 440          | 5,61         |             |             |
|                | Philippe Botet       | POI            | 80           | 1,02         |             |             |
|                |                      |                |              |              |             |             |
| Inscrits       | Inscrits             | Inscrits       | 17 286       | 100,00       | 17 286      | 100,00      |
| Abstentions    | Abstentions          | Abstentions    | 9 337        | 54,01        | 8 702       | 50,34       |
| Votants        | Votants              | Votants        | 7 949        | 45,99        | 8 584       | 49,66       |
| Blancs et nuls | Blancs et nuls       | Blancs et nuls | 108          | 0,62         | 283         | 1,64        |
| Exprimés       | Exprimés             | Exprimés       | 7 841        | 45,36        | 8 301       | 48,02       |

*sortant